# Frits Peutz
Fredericus Petrus Josephus (Frits) Peutz (Uithuizen, 7 april 1896 – Heerlen, 24 oktober 1974) was een Nederlands architect.

## Levensloop
Peutz werd in 1896 geboren in Uithuizen (provincie Groningen) als zoon van katholieke ouders, die hem in 1910 naar het jongensinternaat Rolduc (bij Kerkrade) stuurden voor zijn opleiding. Vanaf 1914 studeerde hij aan de Technische Hogeschool in Delft, met de bedoeling ingenieur te worden. In 1916 besloot hij echter architect te worden. Nog voordat hij zijn opleiding had voltooid keerde hij terug naar Limburg en begon in 1920 een eigen architectenbureau in Heerlen. In 1925 sloot hij zijn studie alsnog af. Hij betrok verschillende stijlvormen bij zijn werk, maar had een bijzondere affiniteit met het nieuwe bouwen, met een duidelijk eigen interpretatie.
Tijdens de oorlog weigerde Peutz lid te worden van de Nederlandsche Kultuurkamer, waardoor hij zijn werk aan het raadhuis van Heerlen tijdelijk moest staken. Hij werkte in deze periode onder andere aan een boek over architectuur, Ordenatlas genaamd. Na de oorlog was hij hoogleraar aan de Jan van Eyck Academie in Maastricht, nadat hij daar al eerder les had gegeven aan de Academie voor Bouwkunst.
Frits Peutz was de broer van internist Jan Peutz. Hij was gehuwd met Leonie (ook Bella) Tissen. Het echtpaar kreeg veertien kinderen, waaronder de akoesticus Victor Peutz. Frits Peutz overleed op 78-jarige leeftijd te Heerlen.

## Werk
Peutz is als architect lang ondergewaardeerd geweest, waarschijnlijk doordat hij vrijwel niet in de Randstad bouwde, maar voornamelijk in  Limburg. Bovendien ontwierp hij zowel modernistische als traditionalistische gebouwen, wat hem bij meerdere richtingen in de architectuur omstreden maakte. Veel van zijn modernistische gebouwen staan in Heerlen. Peutz maakte vooral naam door het warenhuis dat hij in 1933 ontwierp voor de Heerlense stoffenkoopman Peter Schunck. Tegenwoordig staat het bekend als het Glaspaleis. Het is door de Union Internationale des Architectes opgenomen op een lijst van de duizend belangrijkste gebouwen van de twintigste eeuw, wat waarschijnlijk heeft gezorgd voor een grotere belangstelling voor de modernist Peutz. Andere belangrijke Heerlense bouwwerken van Peutz, die tot het nieuwe bouwen gerekend worden zijn allereerst het woonhuis/atelier dat hij voor zichzelf ontwierp, het zogenaamde Huis op de Linde. Daarnaast het Retraitehuis, de Bioscoop Royal en de Stadsschouwburg, en 't Sonnehuys, dat hij voor het gezin van zijn schoonzus, de familie Swaen in Maastricht, bouwde.
Ook als architect van kerken was Peutz vrij succesvol; hierbij hanteerde hij veelal op het eerste oog traditioneel aandoende bouwstijlen en maakte hij gebruik van lokale materialen zoals mergel en Kunrader kalk, waardoor zijn kerken goed aansloten bij de traditionele Limburgse architectuur. Als gevolg van deze houding was hij binnen het bisdom Roermond aanvankelijk minder omstreden dan meer vernieuwende collega's als Alphons Boosten en Jos Wielders. Buiten Limburg kreeg Peutz echter nauwelijks kerkelijke opdrachten, met name doordat hij zich sterk afzette tegen de Delftse School, een groep architecten onder leiding van M.J. Granpré Molière, en de daaruit voortgekomen Bossche School, onder leiding van Dom Hans van der Laan. Deze bewegingen waren vanaf de jaren 1930 tot in de jaren 1960 dominant in de katholieke kerkelijke architectuur in Nederland. Tot Peutz' kerkelijk oeuvre behoren onder meer kerken in Maastricht, Ransdaal, Oirsbeek en Berg en Terblijt, die alle, naast het traditionalistische uiterlijk, postmodernistische elementen bevatten.
Een geheel eigen positie in het oeuvre van Peutz neemt het Raadhuis van Heerlen in, dat aan de buitenkant vrij functionalistisch oogt, maar met klassiek aandoende, postmodernistische details. De klassieke monumentaliteit van het gebouw - men zou zelfs kunnen zeggen dat de met travertin beklede gevels een fascistische uitstraling hebben - wordt echter tenietgedaan door enkele van Peutz' befaamde 'knipogen': het balkon aan de voorkant, waar een potentiële dictator zich aan het volk zou willen vertonen, lijkt al bij voorbaat onder dat gewicht een stuk naar beneden gezakt; het door machtige zuilen ondersteunde balkon aan de zijgevel ontbeert een vloer, waardoor het bij voorbaat ongeschikt is voor machtsvertoon. Eenmaal binnen, bevindt men zich in een modernistische omgeving met veel glas en staal, witgesausde betonnen muren, zwevende trappen, paddenstoelkolommen en vides. 

## Lijst van werken
| Foto | Naam                                                            | Oorspronkelijke Functie              | Bouwperiode | Locatie                   | Verdere bijzonderheden                                                                             |
| ---- | --------------------------------------------------------------- | ------------------------------------ | ----------- | ------------------------- | -------------------------------------------------------------------------------------------------- |
|      | Villa notaris Wijnands                                          | woonhuis                             | 1919        | Heerlen                   | |
|      | Broederschool en Broederhuis Molenberg                          | klooster en school                   | 1921        | Heerlen                   | |
|      | Kerk van de H. Vincentius à Paolo                               | kerkgebouw                           | 1922-1923   | Brunssum                  | |
|      | 'Peutzhal' (fabriekshal ENCI)                                   | fabrieksgebouw                       | 1927        | Maastricht                | in samenwerking met H.A.H. de Ronde.                                                               |
|      | Bioscoop Olympia                                                | bioscoop en woningen                 | ca. 1927    | Utrecht                   | |
|      | Kerk van de H. Antonius van Padua                               | kerkgebouw                           | 1929        | Heerlen                   | |
|      | Huize Casa Blanca                                               | woonhuis                             | 1929        | Houthem                   | |
|      | Kweekschool Maria Immaculata                                    | schoolgebouw                         | 1928-1929   | Heerlen                   | rijksmonument                                                                                      |
|      | Sint-Theresiaschool                                             | schoolgebouw                         | 1930-1931   | Maastricht                | |
|      | Huis op de Linde                                                | woonhuis met kantoor                 | 1931        | Heerlen                   | |
|      | ULO-school                                                      | schoolgebouw                         | 1931        | Heerlen                   | |
|      | Sint-Theresiakerk                                               | kerkgebouw                           | 1932        | Ransdaal                  | |
|      | Monseigneur Laurentius Schrijnenhuis                            | retraitehuis voor vrouwen en meisjes | 1932-1933   | Heerlen                   | Anno 2024 bedrijfsverzamelgebouw                                                                   |
|      | Glaspaleis (oorspronkelijk: Modehuis Schunck)                   | warenhuis                            | 1933        | Heerlen                   | Anno 2024 een cultureel centrum                                                                    |
|      | 't Sonnehuijs                                                   | woonhuis                             | 1933        | Maastricht                | |
|      | Sint-Monulphus en Gondulphuskerk                                | kerkgebouw                           | 1933        | Berg                      | |
|      | Sint-Bernadettekerk                                             | kerkgebouw                           | 1933        | Abdissenbosch (Landgraaf) | |
|      | Onze-Lieve-Vrouw-van-Lourdeskerk                                | kerkgebouw                           | 1936        | Maastricht                | |
|      | Mèrthal                                                         | markthal                             | 1937        | Horst                     | |
|      | Bioscoop Royal                                                  | bioscoop                             | 1937        | Heerlen                   | |
|      | Huizenblok Oliemolenstraat/Akerstraat                           | woonhuizen                           | 1937        | Heerlen                   | Adressen: Oliemolenstraat 1 / Akerstraat 65 A / Akerstraat 65 B                                    |
|      | Kerk van Sint-Pieter beneden                                    | kerkgebouw                           | 1938        | Maastricht                | |
|      | Pand Kneepkens                                                  | warenhuis                            | 1939        | Heerlen                   | Sinds 2022 is het Nederlands Mijnmuseum in het gebouw gevestigd                                    |
|      | Laanderstraat 27                                                | woonhuis met restaurant              | 1939        | Heerlen                   | |
|      | Geleenstraat 7                                                  | woonhuis met winkel                  | 1939        | Heerlen                   | |
|      | Raadhuis van Tegelen                                            | raadhuis                             | 1940        | Tegelen                   | In 1947 officieel geopend met nieuwe monumentale fronton                                           |
|      | Raadhuis van Heerlen                                            | raadhuis                             | 1936-1942   | Heerlen                   | |
|      | Melkcentrale "De Mijnstreek en Omgeving"                        | melkcentrale                         | 1946        | Heerlen                   | gesloopt in 1987                                                                                   |
|      | Johannes Berchmansschool                                        | schoolgebouw                         | 1948        | Maastricht                | |
|      | St. Lambertuskerk                                               | kerkgebouw                           | 1951        | Oirsbeek                  | |
|      | Sint-Matthiaskerk                                               | kerkgebouw                           | 1951        | Posterholt                | |
|      | Sint-Annakerk                                                   | kerkgebouw                           | 1953        | Heerlen                   | |
|      | Sint-Nicolaaskerk                                               | kerkgebouw                           | 1954-1955   | Meijel                    | |
|      | Dienstgebouw voor gemeentebedrijven Heerlen                     | kantoorgebouw                        | 1955        | Heerlen                   | |
|      | Kantoorgebouw Kruisstraat 80                                    | kantoorgebouw                        | 1955-1956   | Heerlen                   | |
|      | Heilige Geestkerk                                               | kerkgebouw                           | 1955-1956   | Roermond                  | |
|      | Onze-Lieve-Vrouw van de Rozenkranskerk                          | kerkgebouw                           | 1956-1957   | Treebeek (Brunssum)       | |
|      | Uitbreiding Sint-Jozefziekenhuis                                | ziekenhuis                           | 1954-1958   | Heerlen                   | Frits Peutz ontwierp een nieuwe zusterflat en beddenhuis                                           |
|      | Dienstgebouw Limagas                                            | kantoorgebouw                        | 1958        | Heerlen                   | [ 8 ]                                                                                              |
|      | Vroom & Dreesmann en Hotel Europe                               | warenhuis en hotel                   | 1958        | Heerlen                   | gesloopt in 2018                                                                                   |
|      | Stadsschouwburg                                                 | schouwburg                           | 1958-1961   | Heerlen                   | |
|      | Jan van Eyck Academie                                           | schoolgebouw                         | 1959-1961   | Maastricht                | |
|      | Provinciehuis Zuid-Holland                                      | provinciehuis                        | 1959-1964   | Den Haag                  | Twee vleugels van Peutz gesloopt in 1995                                                           |
|      | St. Lucaskliniek                                                | revalidatiecentrum                   | 1964-1967   | Hoensbroek Heerlen        | Sinds 2009 valt het complex onder de Adelante Zorggroep                                            |
|      | Vroom & Dreesmann                                               | warenhuis                            | 1966-1968   | Sittard                   | |
|      | Sint Lucas Ziekenhuis                                           | ziekenhuis                           | 1966-1968   | Amsterdam                 | verbouwd en uitgebreid in de periode 1998-2004                                                     |
|      | Gebouwen Bètafaculteit Roomsch Katholieke Universiteit Nijmegen | universiteit                         | 1969        | Nijmegen                  | Deels gesloopt                                                                                     |
|      | Thermenmuseum                                                   | museum                               | 1975-1977   | Heerlen                   | Postuum gebouwd door zonen Jan en Piet Peutz van Bureau Peutz Wordt vervangen door Romeins museum. |